# Roueni katedrális (Monet festményei)
A Kazlak sorozat hatalmas sikere nyomán Monet 1892-94 során több mint 30 képet festett a roueni katedrálisról. Munkája során egyszerre több vásznon is dolgozott, a napszakok előrehaladásával mozgott az állványai között. Erősen texturált ecsetvonásokkal rögzítette a homlokzat képét, ez tette lehetővé számára a faragott kő szinte tapinthatóvá tételét, a levegő és a fény hatásainak érzékeltetését.
A sorozat képei természetesen nem csak a katedrális képét örökítik meg különböző napszakokban, hanem a festő szubjektív benyomásait is. Monet a műtermében, Giverny-ben fejezte be képeit 1894-ben, gondosan megkomponálva azokat mind önállóan, mind pedig egymáshoz viszonyítva. A képsorozat azóta munkásságának csúcspontjai közé számít.
1895-ben Monet a sorozat 20 képét, köztük az itt láthatót is, kiállította a Durand-Ruel galériában, Párizsban.
Ez a kép 1915-ben, Theodore M. Davis hagyatékából került a New York-i Metropolitan múzeumba.

## A sorozat néhány további képe

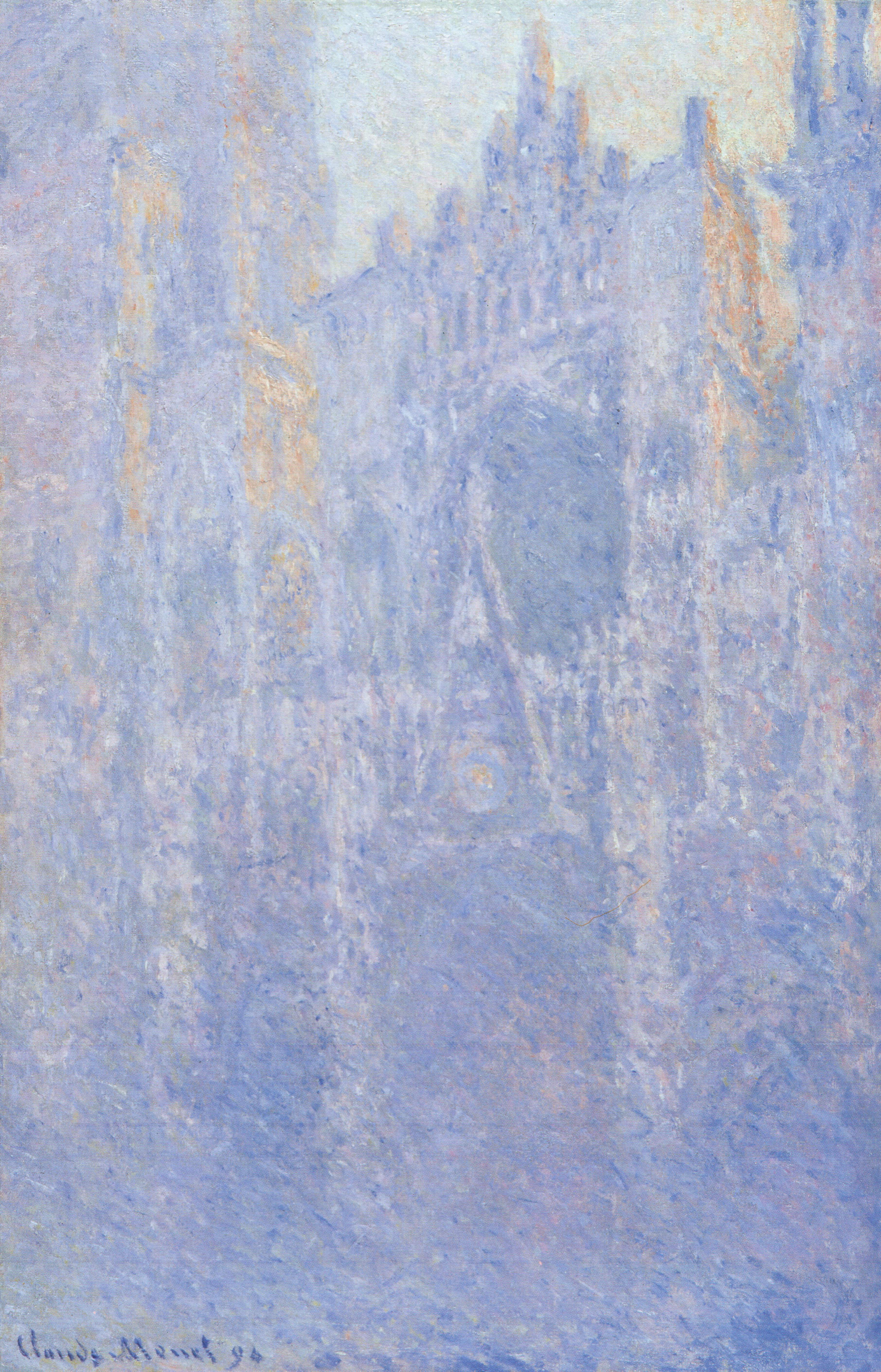
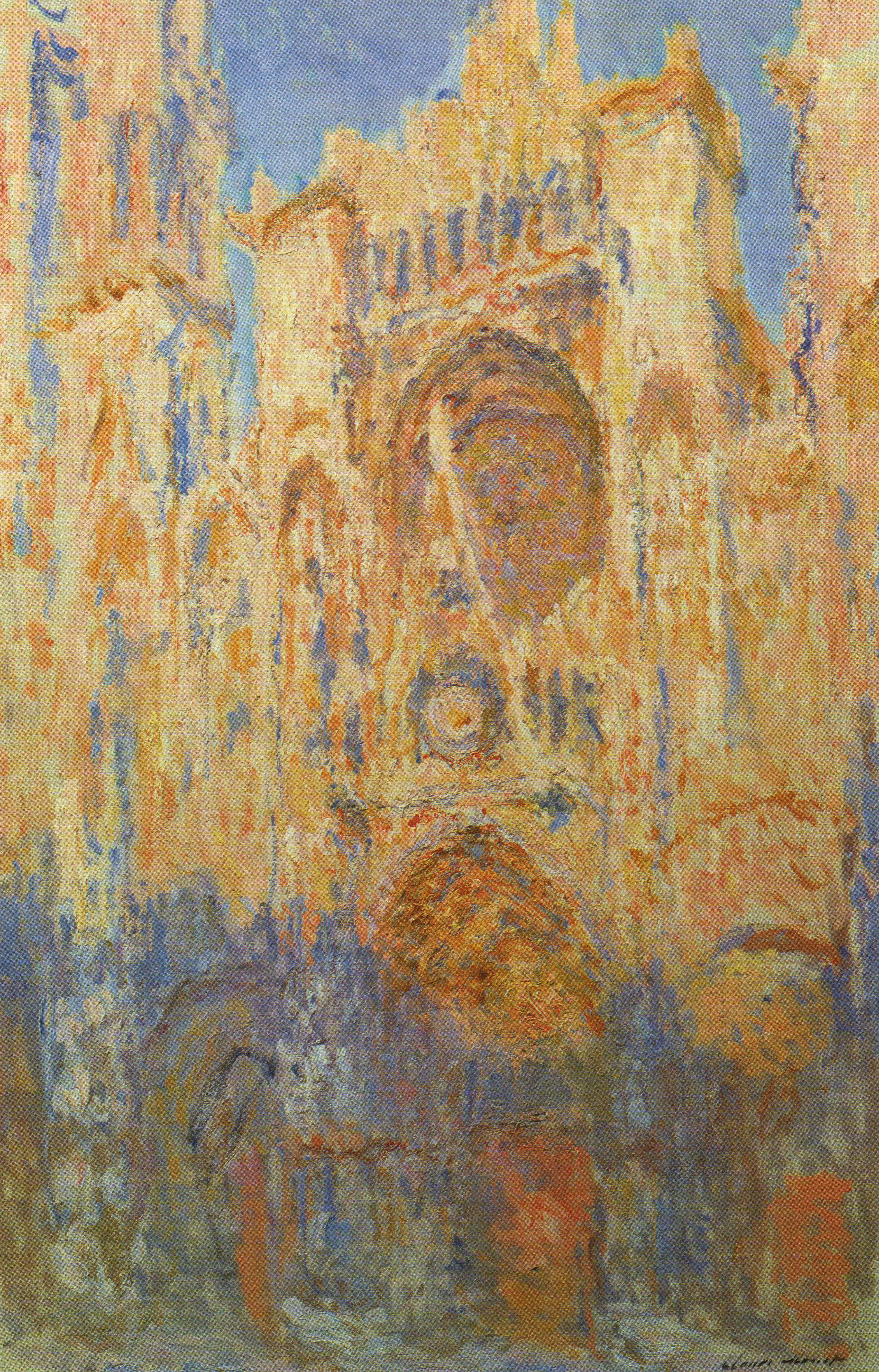
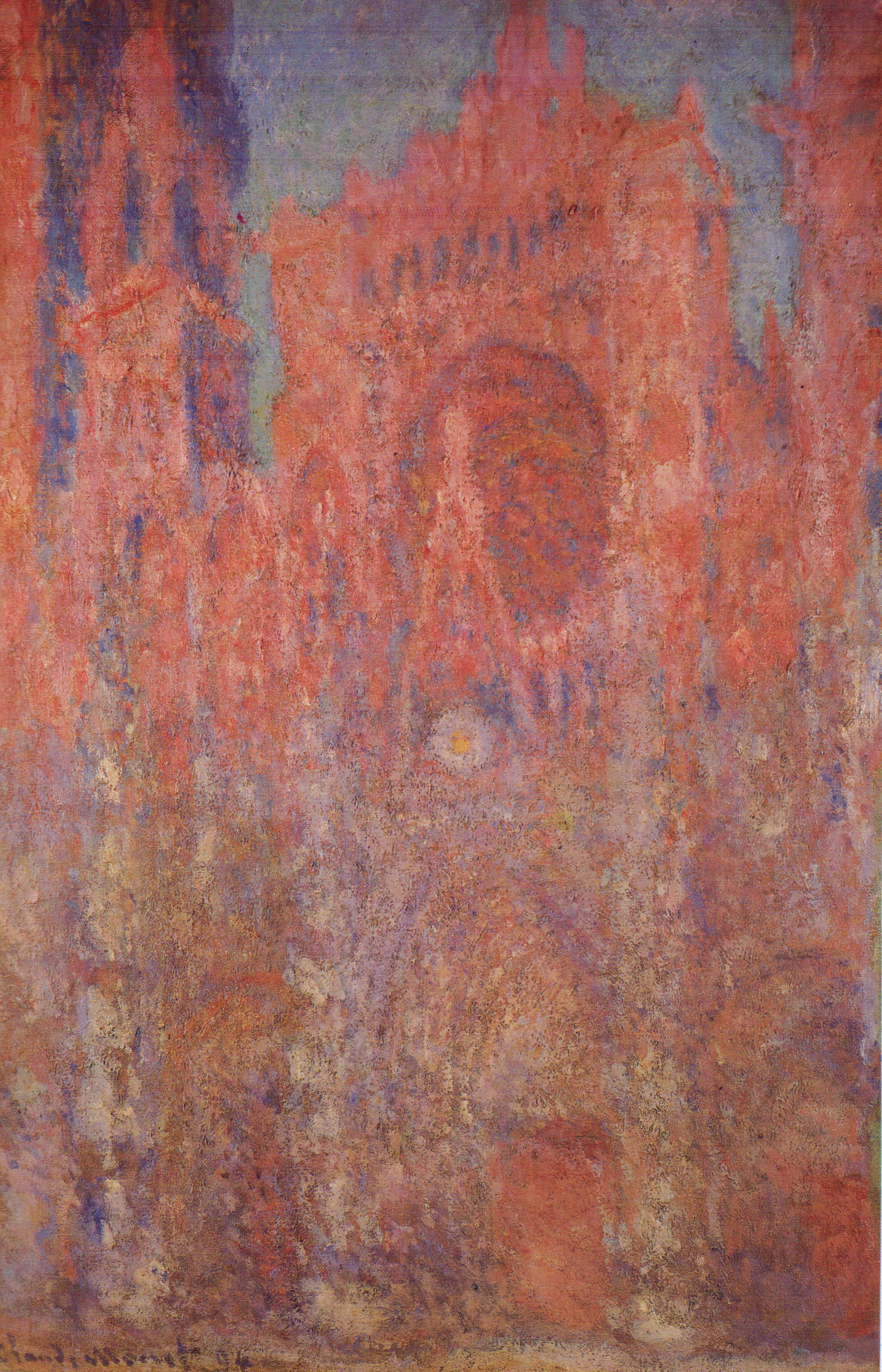
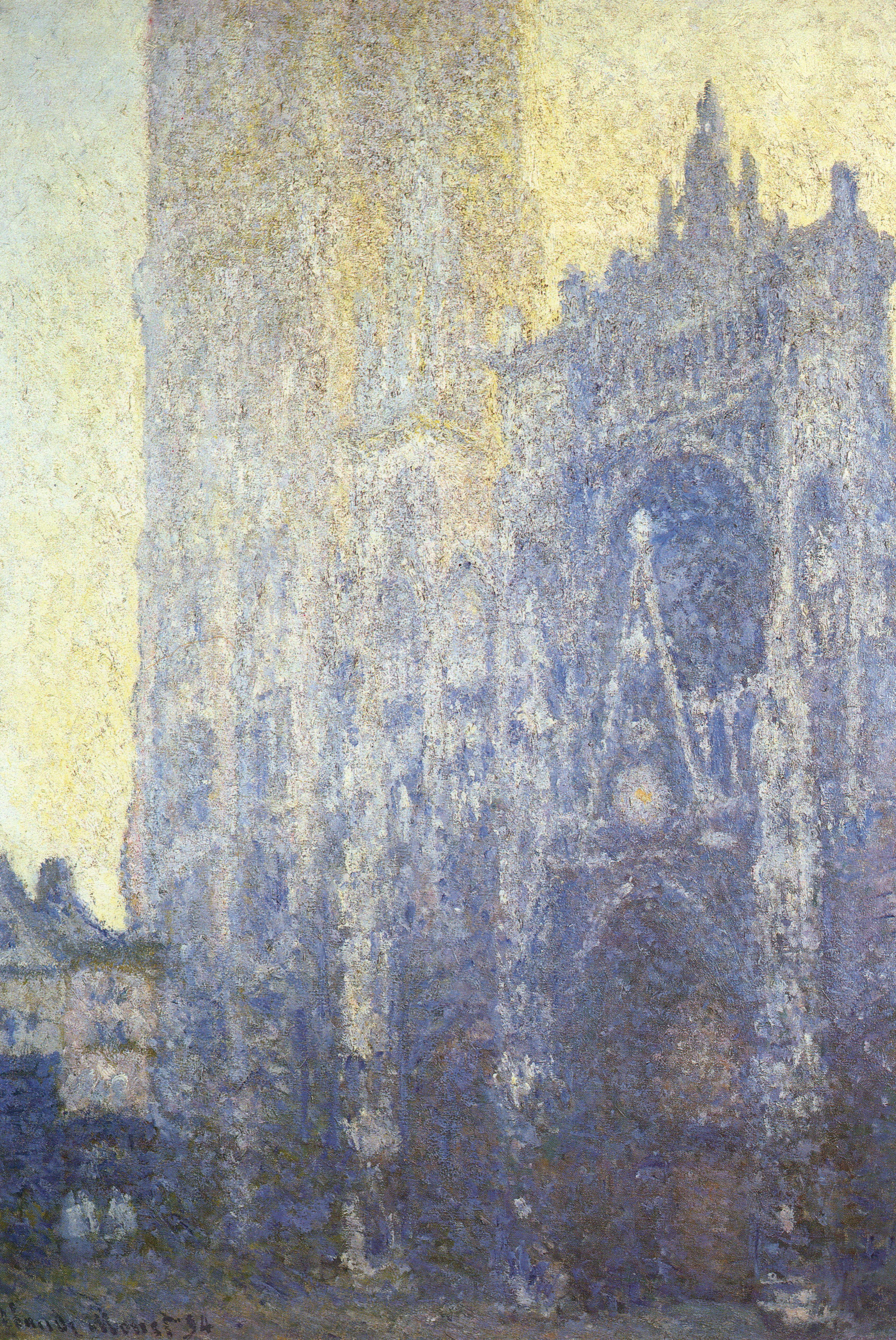
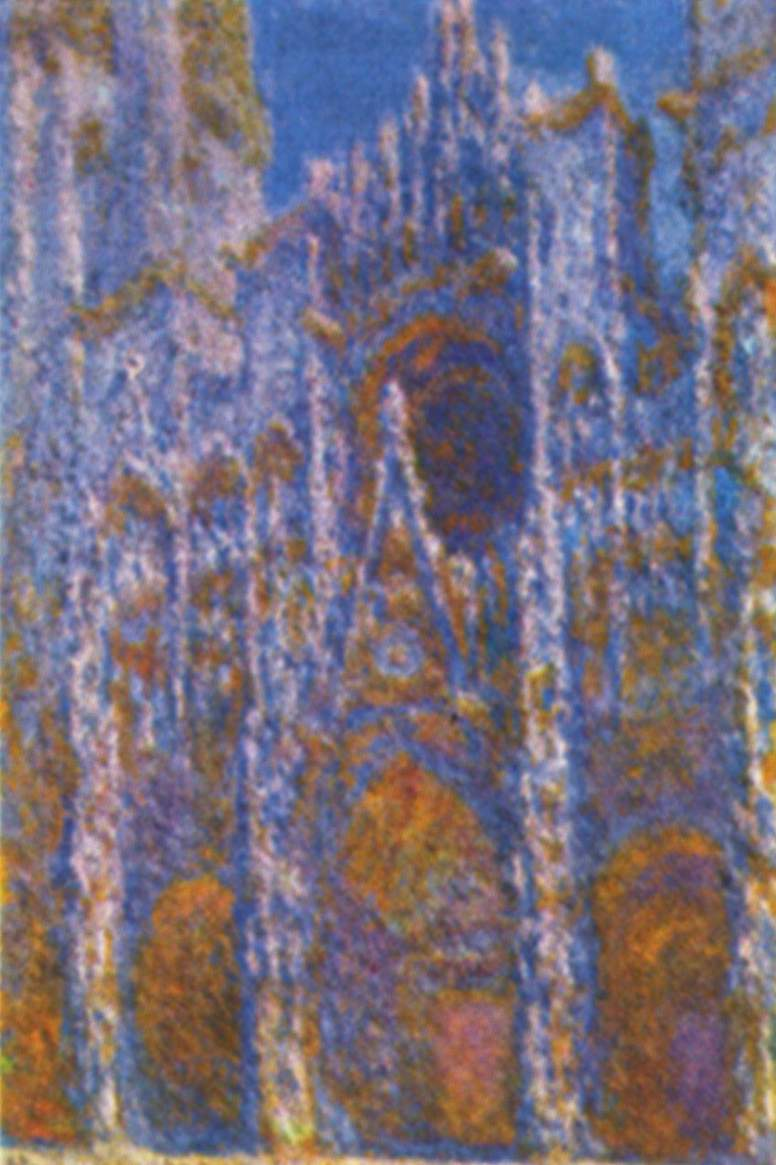
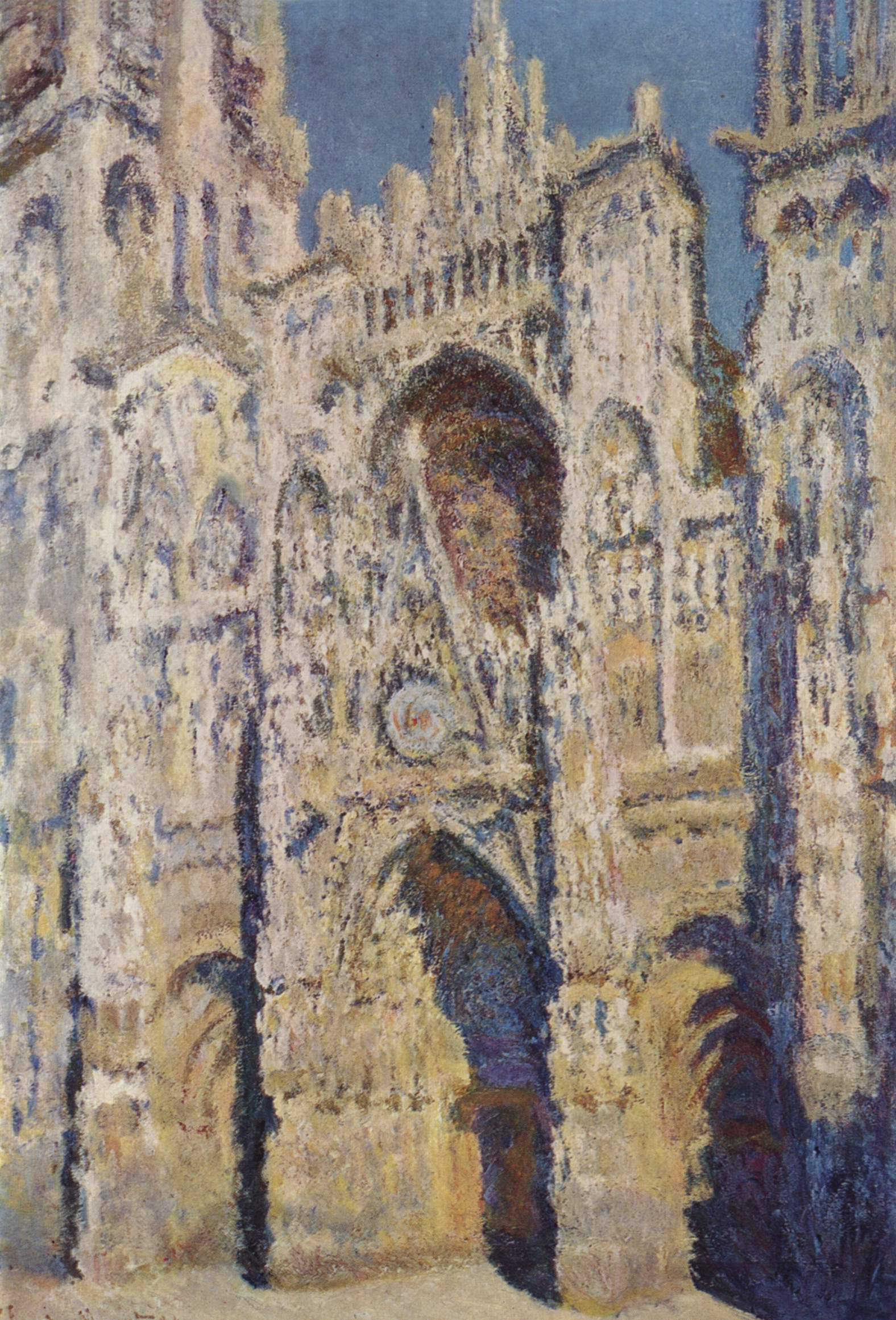